# Gălănești
Gălănești – wieś w Rumunii, w okręgu Suczawa, w gminie Gălănești. W 2011 roku liczyła 1539 mieszkańców.